# Andrej Kmeť

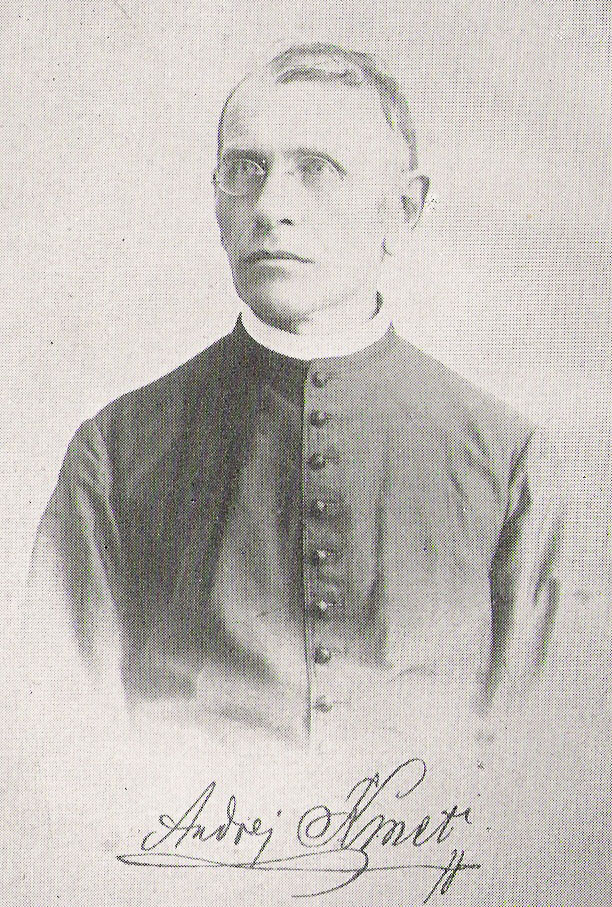
Andrej Kmeť

Andrej Kmeť (* 19. November 1841 in Bzenica, Königreich Ungarn, Kaisertum Österreich; † 16. Februar 1908 in Turčiansky Svätý Martin, Königreich Ungarn, Österreich-Ungarn) war ein slowakischer, k. k. und k. u. k österreichischer Seelsorger und Botaniker.
Sein botanisch-mykologisches Autorenkürzel lautet „Kmet“.

## Leben
Andres Kmeť, der Sohn eines Dorfschmiedes, besuchte die Volksschule in Žarnovica und anschließend die Schule in Banská Štiavnica. In Gran studierte er katholische Theologie. Zuerst Kaplan in Senohrad wurde Kmeť dann Pfarrer in Krnišov (dt. Prinzendorf) im Okres Krupina.
Er beschäftigte sich auch mit anderen Sachgebieten, wie Volkskunde oder Archäologie. Schon als Student sammelte er Weihnachtsvolkslieder. Für die Weltausstellung 1873 in Wien organisierte er beispielsweise eine Ausstellung über Stickereien aus dem Komitat Hont.
Kmeť schrieb auch ein Buch über Volkswirtschaft, das aber von den ungarischen Behörden im Jahr 1875 beschlagnahmt wurde. Nach dem Rosenzüchter ist die Rosa Kmetiana benannt.
Auf seinen Forschungen auf dem 1009 m n.m. hohen Berg Sitno in den Schemnitzer Bergen beschrieb Kmeť 23 neue Arten von Pflanzen und „Schwämmen“. Das Herbarium im Slowakischen Nationalmuseum, das aus 72.000 Stücken besteht, wurde durch ihn begründet. Als Vorsitzender der slowakischen Musealgesellschaft erwarb er sich große Verdienste um die Erhaltung der Altertümer in der Slowakei.
Seine auswärtigen Kontakte nutzte er auch, um für eine internationale Anerkennung des slowakischen Volkes zu werben.

## Werke
- Hospodar na Slovensku (Der Landwirt in der Slowakei), 1891
- Veleba Sitna (Die Erhebung des Sitno), 1894
- Sitno a jeho široké okolie (Der Berg Sitno und seine weitere Umgebung), 1924

## Würdigung
Zu Ehren Kmeť wurden zahlreiche Denkmäler in der Slowakei aufgestellt. Aber auch anders wurden seine Leistungen gewürdigt. In Martin besteht das Museum Andrej Kmeť  als Teil des Slowakischen Nationalmuseums. Im Jahr 2008 wurde eine Münze im Wert von 200 SKK (6,64 €) aufgelegt.
Des Weiteren wurde 1948 die Gemeinde Ďorok im Okres Nové Zámky nach Kmeťovo umbenannt. In der Hohen Tatra trägt der höchste Wasserfall der Slowakei, der Kmeťov vodopád, seinen Namen.